# 安南共产党
安南共產黨是法属印度支那的一个共产主义政党。

## 背景
1929年，越南青年革命同志會內部成立了共產黨支部。一些激進的成員，主要是在北圻，希望在越南成立一個真正的共產黨，以取代越南青年革命同志會。
在1929年第一次越南青年革命同志會大會上，北圻代表團提議解散越南革命青年同志會，成立共產黨。這一意見立即遭到了林德樹（後來被越盟認定爲法國間諜）的強烈反應。北圻代表團離開並着手成立东洋共产党，大力吸引青年同志會的支部。

## 成立
面對東洋共產黨越來越大的影響，越南青年青年同志會總部和南圻支部決定將其餘的部分改組爲共產黨組織。1929年11月15日，在中國和南圻的先進會員決定成立安南共產黨。成立大會會址位於今胡志明市第一郡𤅶城坊阮忠直街1號樓。

## 活動與合併
1929年11月，由朱文廉擔任書記的安南共產黨臨時執行委員會（即臨時中央委員會）在西貢成立。黨的臨時指導委員會成員有朱文廉、阮紹、陳瑙、胡松茂、黎鴻山、阮士策。
自那時以後，到越南各個共產黨組織合併之前，安南共產黨在南圻各省建立了一個強大的組織系統和廣泛的羣衆組織。
在西貢，安南共產黨成立了南圻總工會，包括許多企業工會和工匠工會。
1930年2月，安南共產黨與东洋共产党、东洋共产联团合併为越南共產黨，鄭庭久任臨時中央執行委員會首腦。